# Biserica de lemn din Pojogeni din Văi

Biserica de lemn din Văi în Pojogeni, Gorj. Foto: 2009

Interiorul navei, perspectivă spre iconostas. Foto: 2009

Pisania de pe tetrapod, datată 25 septembrie 1817: „Pomeni robu lui Dumn[e]zău Stănciu Gheorghe, Constandinu Radu, Popa Drăghici cruceriu, Stana ereiţa”. Popa Drăghici „ot Licurici” este un crucer cunoscut în zonă și din alte piese de mobilier bisericesc. Foto: 2009

Biserica de lemn din Pojogeni din Văi cu hramul „Sfinții Îngeri”, se află în localitatea Pojogeni, județul Gorj. Ea este datată prin tradiție din anul 1770 însă structura pereților indică o vechime mult mai mare a naosului și altarului. 
Biserica nu este cuprinsă pe noua listă a monumentelor istorice, deși vechimea, trăsăturile formale particulare, și inventarul rămas o recomandă cu prisosință. Părăsită, biserica rezistă vremurilor datorită acoperișului de tablă. Cu o minimă întreținere și grijă i se va putea prelungi existența spre o generație mai iubitoare de trecut și de zestrea rămasă peste veacuri. 

## Istoric și trăsături
Pentru vechimea bisericii s-a păstrat anul 1770 și numele ctitorului ei, Mihail Dulumiță. Vechimea aceasta poate fi atribuită bisericii în ansamblul ei, așa cum se păstrează astăzi. Se disting, totuși, spre răsărit pereții mult mai vechi încheiați în cheotori în dinte. Pronaosul adăugat ulterior este încheiat în coadă de rândunică. Partea de răsărit păstrează vizibil un tip de plan cu numai două încăperi, specific celor mai vechi biserici, ce-și au începuturile în evul mediu. Planul este particularizat de terminarea altarului spre răsărit cu unghi în ax.

## Imagini din exterior

biserica dinpre miazănoapte
pridvorul
butea, sud
dosul altarului terminat cu unghi în ax
legătură între partea veche și cea mai nouă
intrarea
inscripție pe ușorul drept la intrare
capete de stâlpi
capete de căpriori la streașină

## Imagini din interior

intrarea dinspre pronaos
interiorul altarului
ușile și poalele de icoane împărătești
decor pictat peste ușa împărătească